# Muhammad Hussein Haykal
Muhammad Hussein Haykal (también pronunciado Haikal o Heikal o Heykal; 20 de agosto de 1888 – 8 de diciembre de 1956) fue un escritor, periodista y político egipcio. Doctorado en leyes en la Universidad de La Sorbona de París en 1912, cuando volvió a Egipto ejerció de abogado y de periodista.
Cuando en la Conferencia de Paz de París (1919) se ratificó el protectorado de Gran Bretaña sobre Egipto Haykal expresó en sus artículos la cólera que provocó en el país y aludió al incumplimiento de sus promesas sobre el derecho de autodeterminación por parte del presidente norteamericano Woodrow Wilson:

Ahí está el hombre de los Catorce Puntos, entre los que figuraba el derecho a la autodeterminación, negándole al pueblo egipcio su derecho a la misma. […] Y haciendo todo eso antes de que la delegación que representaba al pueblo egipcio hubiera llegado a París para defender sus reivindicaciones, y antes de que el presidente Wilson hubiera escuchado una sola palabra de su boca. ¿Acaso no es la más horrible de las traiciones?

En 1940 fue nombrado ministro de Educación, llevando a cabo una serie de reformas inspiradas por las ideas de Muhammad Abduh.